# Amazona auropalliata
El loro de nuca amarilla o amazona nuquigualda (Amazona auropalliata) es una especie de ave psitaciforme de la familia Psittacidae que habita en selvas entre el sur de México y el norte de América Central, incluyendo Guatemala, El Salvador, Honduras, Costa Rica y Nicaragua.
Ha sido reclasificado recientemente como especie en peligro crítico de extinción por la Lista Roja de la UICN debido a una disminución dramática en la extensión de su área de distribución. Los loros de nuca amarilla han perdido más del 92% de su población salvaje en las últimas tres generaciones.
La causa principal de la disminución de su población es la deforestación y la captura para el comercio ilegal de loros como mascotas. Este loro imita fácilmente los sonidos y, en cautiverio, esto incluye el habla humana, que es probablemente la razón por la que es popular en la avicultura . Sin embargo, como todos los loros, las habilidades de imitación varían mucho entre los individuos. Encuestas recientes de la población costarricense durante un período de 11 años encontraron una disminución significativa en su población. A pesar de esta disminución, la población costarricense se considera el bastión de la especie. Se le considera a veces una subespecie del loro real amazónico (Amazona ochrocephala).

## Descripción
Se distingue por su frente amarilla, que puede extenderse hasta la parte frontal del píleo, y franja amarilla la que se extiende hacia el cuello. El resto de su plumaje es de color verde vivo. El pico es grisáceo, y es más pálido hacia la base de la mandíbula superior. Sus patas también son de color gris.
Es un loro de 35.5 cm - 38 cm de largo que pesa alrededor de 480 g. Posee alas redondas y cola corta y cuadrada; cuando las despliega es posible ver que la punta externa de las primarias es azul y las cuatro secundarias más externas rojas con la punta azul. Presenta un anillo ocular de color gris y el iris ámbar. Su cola tiene una faja terminal ancha verde amarillenta y roja por la base (normalmente cubierta). No presenta dimorfismo sexual, sin embargo los juveniles inmaduros carecen de amarillo en la nuca y tienen el iris gris.

## Alimentación
Al igual que muchas otras especies de loros, se alimenta de nueces, bayas, semillas y frutas.

## Distribución
Se encuentra a lo largo de la costa del océano Pacífico desde el sur de México hasta el norte de Costa Rica. Censos recientes han indicado poblaciones en declive en gran parte de su distribución, con poblaciones reducidas en Costa Rica y Nicaragua y poblaciones cada vez más pequeñas en Honduras, México y Guatemala. La Red Mesoamericana de Censos de Loros, con el apoyo de World Parrot Trust, ha estado involucrando a voluntarios para evaluar el estado de los loros de nuca amarilla en toda su área de distribución para ayudar con la conservación.
Si bien en México se considera que viven en los estados de Chiapas y Oaxaca, no existen datos que especifiquen su distribución actual (la plataforma Naturalista reporta siete observaciones para el estado de Guanajuato). En las últimas décadas la especie prácticamente ha desaparecido de Oaxaca y ha sido extirpada de buenas partes de su rango original en Chiapas. Habita en bosques secos o de galería siempreverdes. En el sureste de la costa de Oaxaca habita sabanas arboladas que se encuentran entre bosques caducos y manglares. Vive en climas cálidos, principalmente clima caliente con larga temporada seca. No se encuentra a más de 600 m s. n. m. La NOM-059-SEMARNAT-2010 clasifica a esta especie como En peligro de extinción y la IUCN 2019-1 como En peligro. A pesar de la alta transformación de su hábitat, la mayoría de los sitios donde ocurre la especie no están sujetos a protección. La falta de información actualizada sobre la distribución, abundancia, dinámica poblacional y ecología de esta especie, limita la determinación de estrategias para su conservación. La pérdida de su hábitat indica una reducción de más del 40% de su distribución original. Existe un tráfico ilegal intensivo con esta especie, tanto para el comercio nacional como internacional, considerada como la especie de psitácido más decomisada en la frontera de México-Texas con 648 ejemplares confiscados durante 1990-1993. Tiene valor cultural como mascota o ave de ornato por su plumaje, por su habilidad de imitar sonidos y por su tendencia de formar lazos con las personas. Como todos los psitácidos, su función más importante en el ecosistema es la de depredador o dispersor de semillas del dosel.

## Subespecies
Se reconocen las siguientes:
- Amazona auropalliata auropalliata: Del sur de México al noroeste de Costa Rica.
- Amazona auropalliata parvipes: Mosquitia.
- Amazona auropalliata caribaea: Islas de la Bahía, Honduras.

## Comportamiento en cautividad

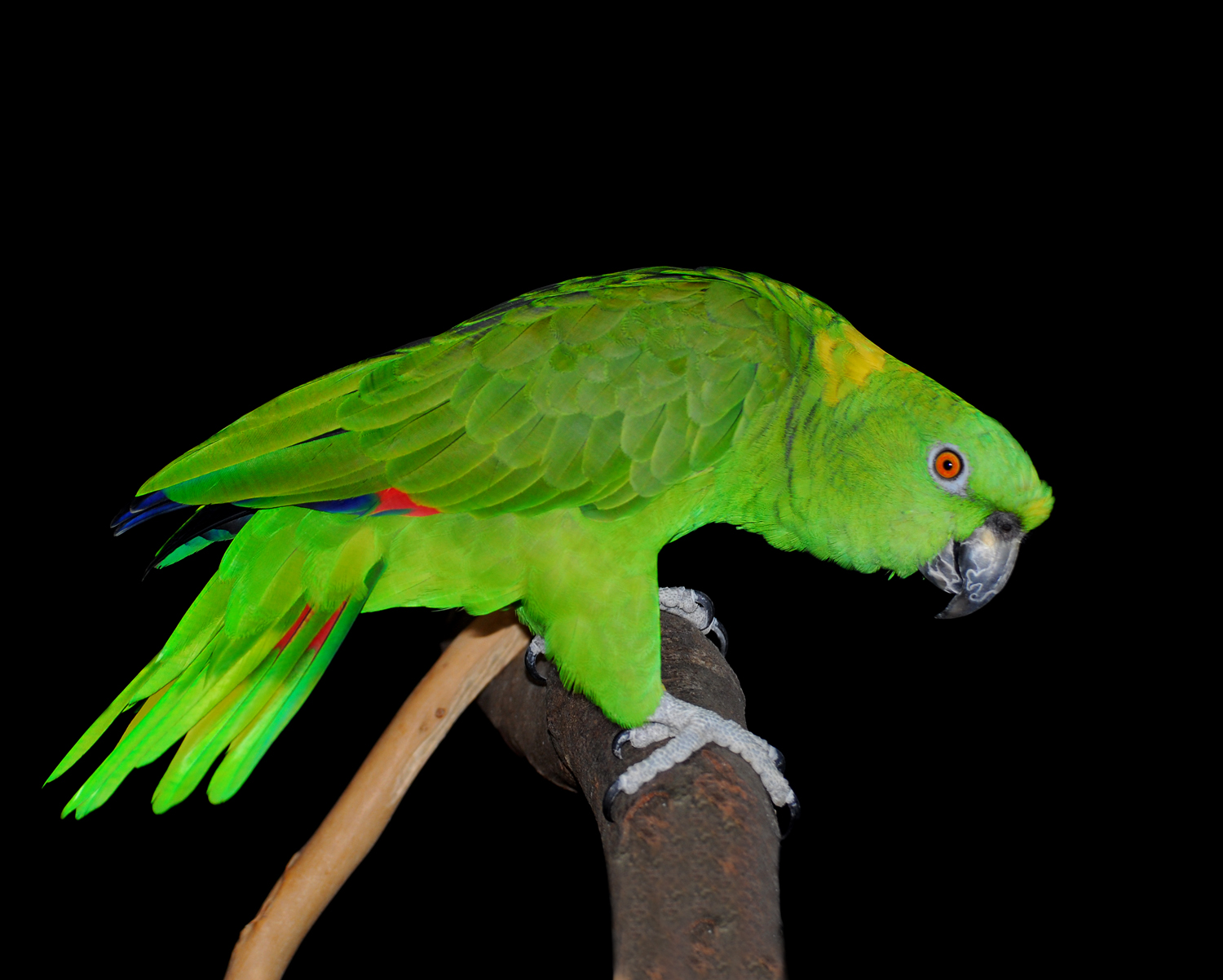
Loro A. auropalliata adulto.

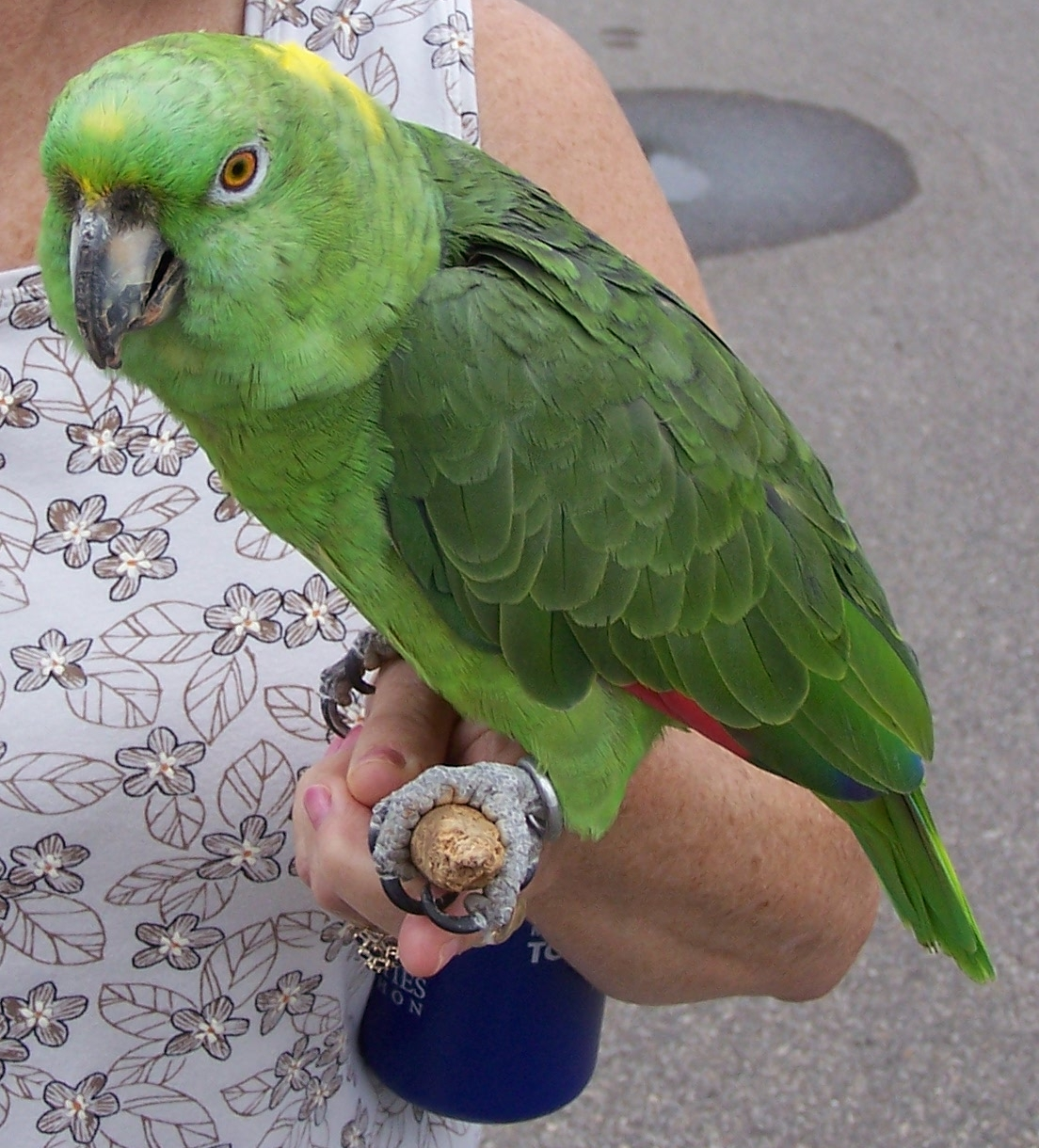
Un loro mascota de 20 años.

Los loros de nuca amarilla son muy buscados por su habilidad para hablar y personalidades juguetonas. También son conocidos por sus comportamientos de protección de nidos que a menudo los llevan a picotear. Esto es particularmente común en los machos durante la temporada de reproducción. Si bien no siempre manejan bien las emociones, señalarán cuando estén estresados o demasiado emocionados extendiendo (abanicando) la cola y fijando los ojos (contrayendo y expandiendo las pupilas de sus ojos). Si se les permite calmarse antes de manipularlos, las mordeduras no son comunes. Los loros de nuca amarilla, al igual que muchos otros miembros de su familia, tienden a vincularse con un miembro de la familia y pueden estar celosas de los demás.
Sin embargo, estos loros disfrutan de la estimulación de interactuar con las personas. Cuanto más socialicen, más cómodos estarán con humanos y animales.
Los loros de nuca amarilla son aves que anidan en cavidades en su hábitat natural, por lo que disfrutan picoteando. Debido a esto, se les debe proporcionar juguetes seguros para pájaros y no tóxicos para picotear. También les gusta manipular objetos e interactuar con ellos.
Se sabe que existe una rara mutación azul del loro de nuca amarilla en la que todo el cuerpo es de color turquesa. 

## Amenazas
Lamentablemente, el loro nuca amarilla se encuentra en peligro crítico de extinción, y se estima que hay 3.000 ejemplares en libertad, siendo sus principales amenazas la destrucción de hábitat y el tráfico ilegal de loros como mascotas, dónde estos loros, ya sean polluelos o adultos, son atrapados en sus propios nidos para luego ser vendidos en el mercado negro, por ello, varios países realizan programas de protección y han penalizado su comercialización como mascotas. Es por este motivo que se recomienda encarecidamente no adquirir este loro de manera ilegal. En México, la compra o venta de este loro está prohibida.